# Praga E-51
Praga E-51 byl prototyp velmi zajímavého a pokrokově řešeného průzkumného a lehkého bombardovacího letounu. Letoun podle projektu Ing. Jaroslava Šlechty byl zalétán až květnu 1938 a pro případnou obranu republiky tak přišel příliš pozdě. Jednalo se však o konstrukčně nejzajímavější stroj československého prvorepublikového leteckého průmyslu a zaujal tak významné místo v historii československého letectví nejen kvůli své originalitě, ale také jako příklad toho, jak dramatické jsou cesty technologického pokroku.

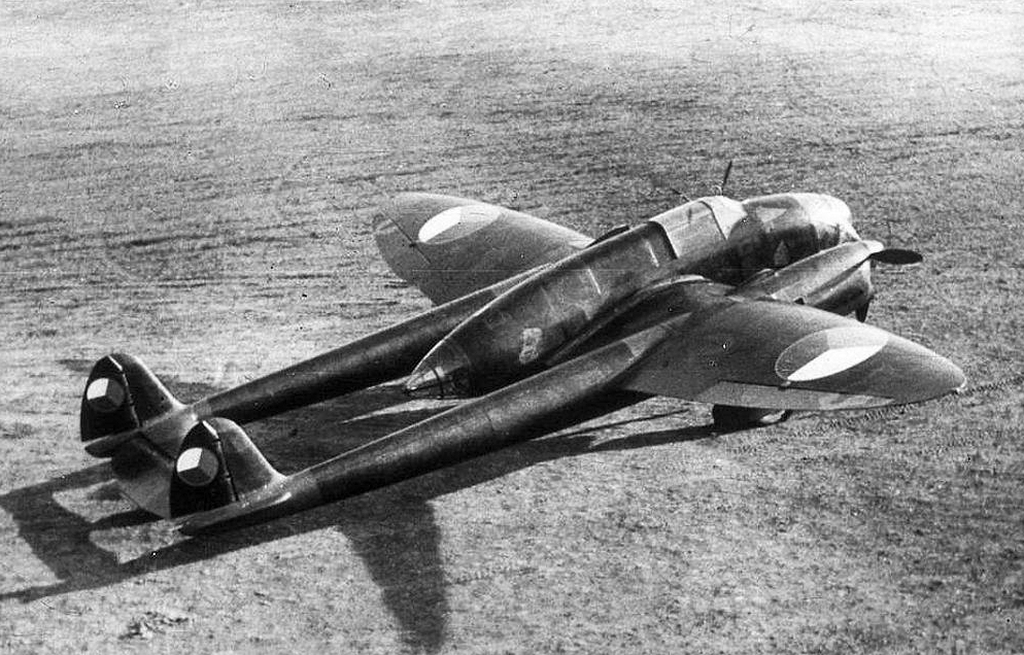
Walter Sagitta I-MR na letounu Praga E-51 (1938)

## Vznik a vývoj
Netradičně řešený projekt ing. Jaroslava Šlechty vzniklý v roce 1936 byl reakcí na vypsané takticko-technické podmínky (Specifikace pro nový vojenský letoun, typu III.) Ministerstva národní obrany (MNO) pro konstrukci průzkumného letounu pro frontovou oblast. Třímístný průzkumný a pozorovací letoun krátkého dosahu měl být schopen mapovat situaci v týlu nepřítele. V zakázce byl kladen důraz na dobrou viditelnost z letounu a na co nejlepší umístění palubních kamer. Ty měly umožňovat při jediném průletu co nejvíce snímků s nejširším záběrem. Nový stroj měl nahradit zastarávající letouny Letov Š-328 a Aero A-100. Soutěže se zúčastnily tři firmy, které nabídly letouny: Letov Š-50, ČKD-Praga E-51 a Aero A-304.
Koncepcí E-51 byl dvoutrupový samonostný středoplošník, se střední trupovou gondolou pro osádku a výzbroj a se dvěma nosníky ocasních ploch, které vycházely z prodloužení motorových gondol. Toto řešení letounu nemělo oporu v žádné z dosavadních konstrukcí Jaroslava Šlechty. Požadavku maximální rychlosti, aby letoun unikl nepřátelským stíhačům, byl logicky podřízen výběr vhodného motoru. Ing. Šlechta pracoval se třemi možnostmi motorů: řadový Praga FR o výkonu 456 kW/620 k, invertní vidlicový dvanáctiválec Walter Sagitta o výkonu 367-412 kW/500-560 k a hvězdicový Avia Rk-17 o výkonu 261 kW/355 k. Motor Praga FR byl v období tvorby projektu pouze ve výkresech a nemohl být tedy použit. Motor Avia Rk-17 byl výkonově z této trojice nejslabší a tak volba padla na Sagittu. Byla to první (a jediná) aplikace, kdy se tento československý motor z Akciové společnosti Walter, továrny na automobily a letecké motory, Praha XVII – Jinonice uplatnil na československé konstrukci letounu.

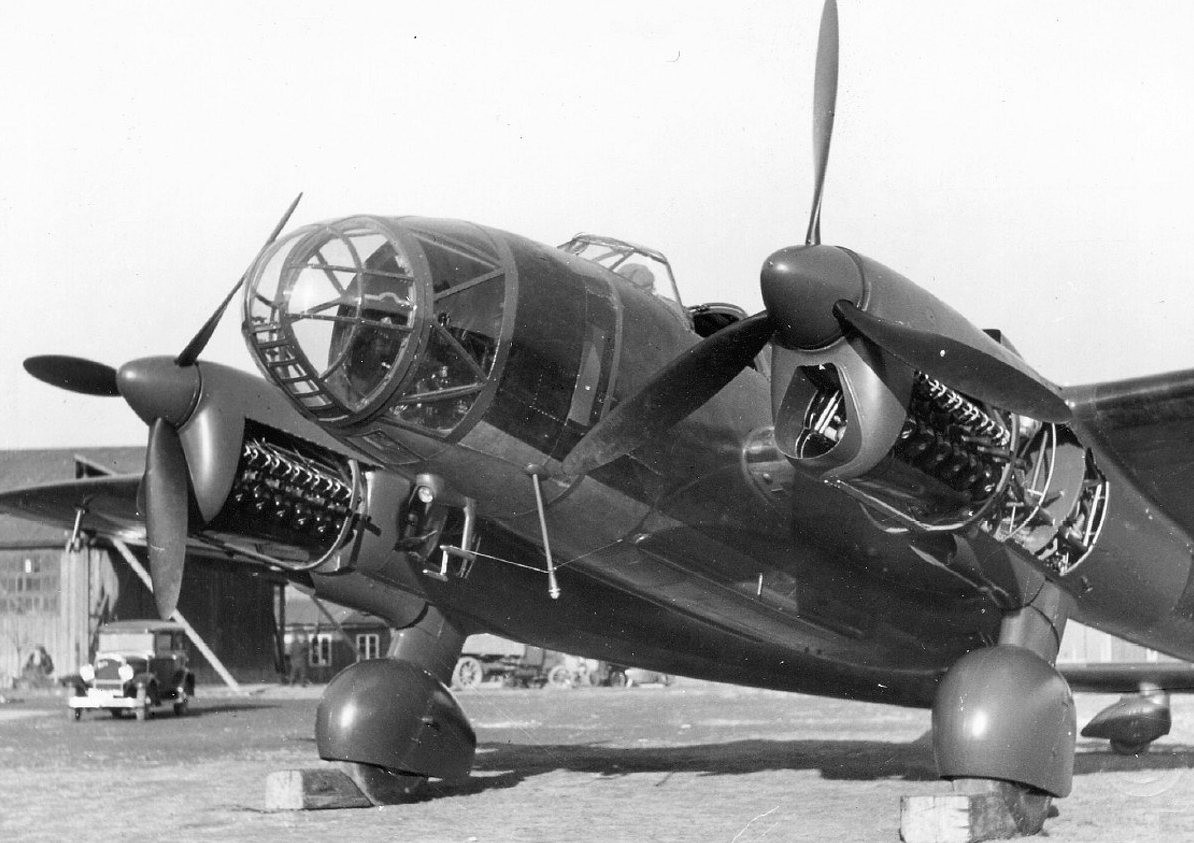
Praga E-51 s dvanátiválcovými motory Walter Sagitta I-MR (1938)

Letoun byl postaven z domácího materiálu a byla na něj použita výstroj až na malé výjimky domácího původu. Jednoduchá stavba kostry ze dřeva a svařovaných ocelových trubek umožňovala snadnou výrobu, opravy i obsluhu a trvanlivost povlaků dovolovala ponechávat letoun během služby pod širým nebem. Uvádí se, že byl navržen dříve než letoun podobného typu letadla Fokker G.1 (1937).
Na prototypu letounu se v karlínském, letadlovém oddělení Praga z Českomoravské Kolben-Daněk a.s. pracovalo v letech 1937-8. Po prvním záletu na jaře 1938 se řešily problémy s chvěním ocasních ploch a s chlazením motorů. Po úpravách, které se týkaly úpravy křídel, nosníků ocasních ploch a trupových gondol, prototyp opětovně vzlétl v únoru 1939. Vzhledem k relativně malé hodnotě stoupavosti (6,6 m/s) se uvažovalo o instalaci výkonnějších motorů Gnome et Rhône 14M Mars o výkonu 427-515 kW/580-700 k, které od roku 1937 pod označením Walter Mars 14 M licenčně vyráběla továrna Walter, ale k této instalaci alternativních motorů již nedošlo. Přesto díky svým dobrým aerodynamickým tvarům dosahoval letoun vysokých letových výkonů v poměru k výkonnosti použitých motorů.
Letoun byl i dvakrát předváděn zahraničním delegacím, v létě 1938 a v únoru 1939 spolu s letadly Praga E-39, E-241, Letov Š-50 a Aero A-304. Letoun E-51 byl poslední předválečnou konstrukcí továrny Praga.

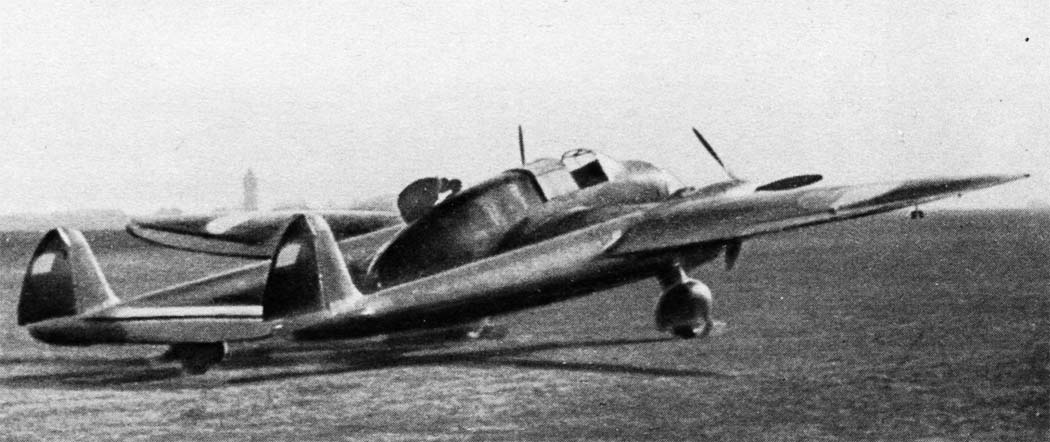
Praga E-51

## Popis letounu
E-51 byl dvoumotorový dvoutrupý třímístný středoplošník s trupovou gondolou, s pevným záďovým podvozkem a uzavřenou kabinou pro tříčlennou osádku. Kostra trupových gondol a nosníky ocasních ploch byly svařeny z CrMo ocelových trubek a potaženy byly plátnem. Kostra třídílného křídla byla celodřevěná a byla potažena ztuženou, bakelizovanou překližkou. Štěrbinová křidélka a vztlakové klapky na křídle byly z chrom-molybdenových trubek potažených plátnem. Ocasní plochy byly ze dřeva, pouze výškové kormidlo bylo z oceli potaženo dýhou. Ostatní ocasní plochy měly plátěný potah. Osádku letounu tvořili pilot (v centrální gondole, na levé straně), střelec a pozorovatel. Tříčlenná posádka měla svá stanoviště v trupové gondole, pozorovatel v bohatě prosklené (plexisklo) přídi obsluhoval trojici kamer, za ním se nacházel kokpit pilota a vzadu měl své místo střelec bránící pohyblivým kulometem letoun před útoky stíhačů ze zadní polosféry.
Letoun byl poháněn dvěma vzduchem chlazenými invertními dvanáctiválcovými vidlicovými motory Walter Sagitta I-MR s reduktorem 3:2 a s kompresorem o nominálním, jmenovitém výkonu 500 k (367 kW) při 2500 ot/min a vzletovém, startovacím výkonu 560 k (412 kW) při 2500 ot/min. Při stoupání byl výkon 600 k (441 kW) při 2500 ot/min a ve výšce 2300 m měl motor výkon 550 k (404 kW) při 2500 ot/min. Ještě vyšší výkon měl motor ve výšce 2500 m, kdy dosahoval 560 k (412 kW) při 2600 ot/min. Krycí plechy motorové kapotáže byly vyrobeny z duralových plechů. Motory byly osazeny třílistými na zemi stavitelnými kovovými vrtulemi Ratier o průměru 2,65 m, později Letov, ale motory mohly nést i samočinně přestavitelné vrtule např. Hamilton Standard.

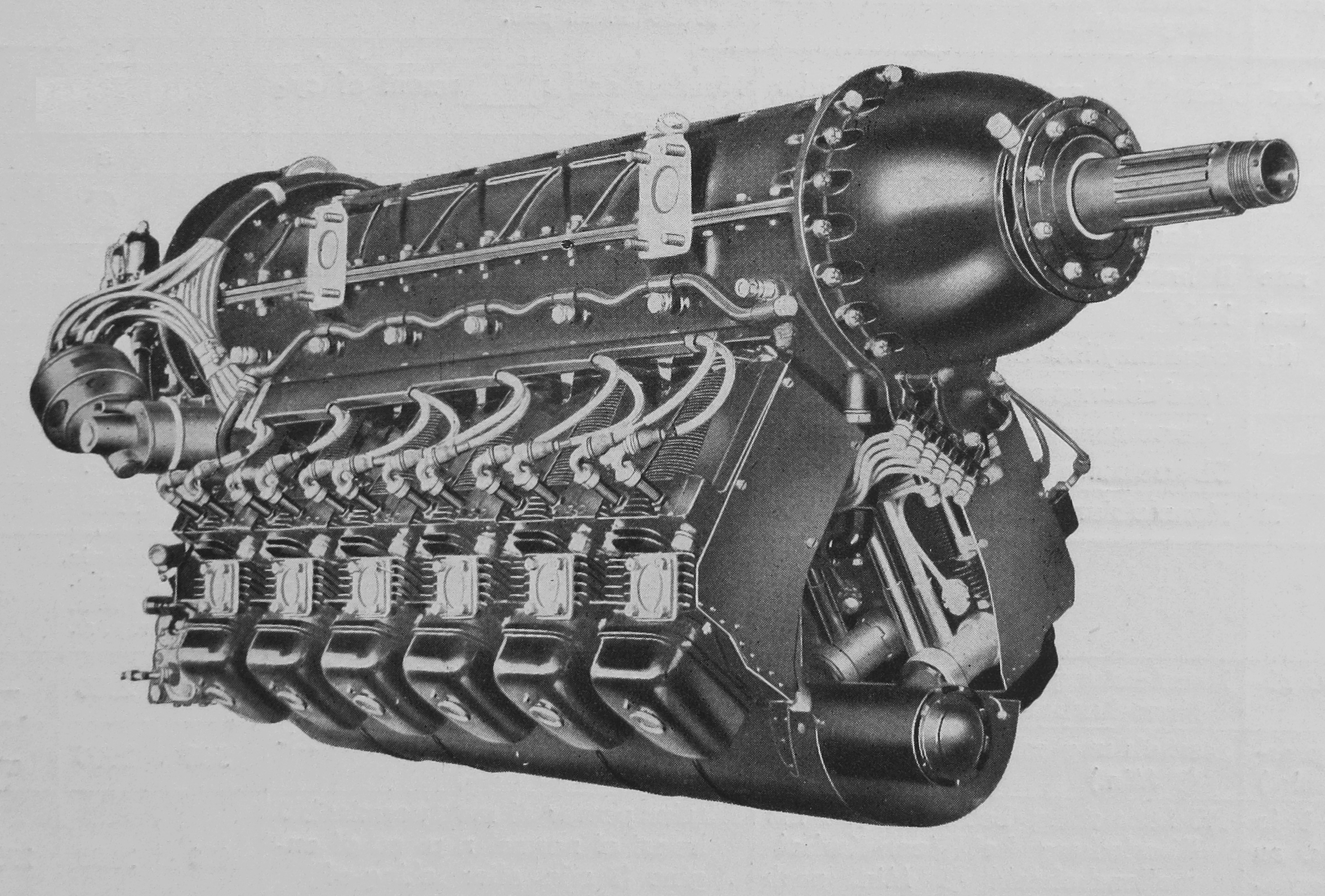
Walter Sagitta I-M, I-MR (1938)

Každé kolo podvozku (rozchod kol 4,0 m) bylo upnuto ve svařované vidlici z ocelového plechu a bylo neseno kluznou tyčí olejo-pneumatického tlumiče. Podvozková noha byla vetknuta v kostře postranního trupu pod předním podélníkem křídla. Kola i pevné nohy byly opatřeny kapotáží, snadno odnímatelnými aerodynamickými kryty. Normalizovaná kola byla brzděna pneumatickými brzdami typu ČKD-Dunlop.

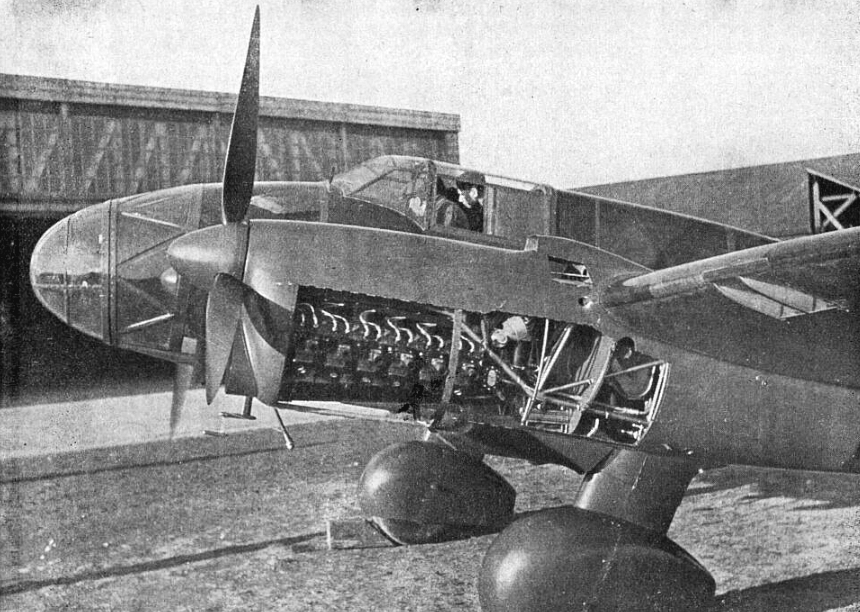
Pozorovací letoun Praga E-51 (Letectví, prosinec 1939)

Letoun byl mimo dvou kulometů vz. 30 (pevně lafetovanavý kulomet ovládal pilot a pohyblivou zbraň střelec) a leteckých pum o hmotnosti až 500 kg (v interní pumovnici a na křídelních závěsnících) vybaven radiostanicí vz. 26/34 a do přídě byly zavěšeny až tři fotografické kamery A-II-30, které mohly snímat trojici navzájem se překrývajících snímků. Kamery ovládal operátor umístěný v prosklené přídi trupové gondoly. Každé pracoviště osádky bylo vybaveno dýchacím přístrojem, jemuž zdrojem plynu byla tlaková, dvoulitrová láhev s kyslíkem. Přestože měl letoun pevný podvozek byl schopen dosáhnout maximální rychlosti až 380 km/h, čímž překonal zadání v požadavcích MNO o 80 km/h. Průzkumný letoun tedy byl svou maximální rychlostí rovnocenný standardní stíhačce té doby - Avii B-534.

## Použití
Stroj byl zalétán v podvečer 26. května 1938 ještě s otočnou střeleckou věží na zádi trupové gondoly typu Armstrong-Whitworth, licencovanou společností Tatra. Věž však způsobovala velké aerodynamické problémy hlavně v oblasti ocasních ploch, takže byla sejmuta a na zádi se objevilo aerodynamicky příznivěji vyřešené střeliště, otočné kolem podélné osy. Další lety s první verzí prototypu byly uskutečněny 30.-31. května a 2. června. První fáze zkoušek skončila 13. července 1938, kdy byl prototyp, spolu s bombardéry Aero A-300 a Avia B-158, předveden zahraničním hostům na letišti Kbely. Následující den byl letoun rozebrán a převezen do továrny, kde byly zahájeny rozsáhlé úpravy, které trvaly až do konce roku 1938.
Po druhém záletu (11. února 1939) se přesto dále projevovaly některé nedostatky (s vyvážením a s motory), které nebyly do německé okupace do března 1939 spolehlivě vyřešeny. Po obsazení zbytku Česko-Slovenska Německem byl stroj zabaven, ale německá vojenská správa nařídila pokračování ve vývoji. Další vzlet upraveného stroje se uskutečnil koncem července 1939. Ani poté problémy s motory a chvěním ocasních ploch nevymizely. Příčina chvění byla odhalena až v květnu 1940. Původcem problému byla kapota ostruhy, která se kvůli turbulenci proudu vzduchu za letu samovolně otáčela. Nakonec byla kapotáž odstraněna a následný zkušební let 4. června 1940 zcela potvrdil správnost tohoto rozhodnutí.
Posléze 21. června 1940 letoun od Luftwaffe převzalo říšské ministerstvo letectví a německý pilot August Hayn s ním přelétl na zkušební základnu do Rechlinu. Letoun byl tak předán vojenským expertům a konstruktérům v Rechlinu ke zkoumání. Údajně letoun skončil jako studijní materiál u německé firmy Klemm v Böblingenu. Do výroby byl již zaváděn německý ekvivalent tohoto letounu, Focke-Wulf Fw 189 (1940) s podobnými vlastnostmi a vizáží, proto letoun E-51 nebyl doporučen do výroby. V říjnu 1940 byl závod ČKD-Praga přejmenován na Českomoravské strojírny a. s., Böhmish-Mährische Maschninenfabriken AG, Prag.

## Zajímavost
Republika Burundi, malý vnitrozemský stát v jihovýchodní Africe, začala v roce 2014 vydávat sérii mincí na téma Historie letectví. V roce 2014 vyšly první tři vzorky mincí, které zobrazovaly německý letoun Messerschmitt Bf 109, polský PZL P.11 a sovětský Jakovlev Jak-7B. V roce 2015 do série přibylo dalších sedm motivů. Jedním z nich byl i československý letoun Praga E-51 na minci Burundi o nominální hodnotě 5 000 burundských franků (BIF). Mince byla vyrobena ze stříbra a byla vyražena v nákladu 1938 kusů, podle roku prvního letu letounu Praga E-51.

## Specifikace
Údaje dle

### Technické údaje
- Osádka: 3
- Rozpětí: 15,60 m
- Délka: 11,69 m
- Výška: 3,53 m
- Nosná plocha: 35,44 m2
- Plošné zatížení: 116,5 kg/m2
- Hmotnost prázd. vystrojeného letounu: 3 102 kg
- Užitečné zatížení: 1 018 kg
- Vzletová hmotnost norm.: 4 120 kg
- Max. vzletová hmotnost: 4 536 kg
- Pohonná jednotka: 2× invertní vzduchem chlazený dvanáctiválcový motor Walter Sagitta I-MR
  - nominální, jmenovitý výkon: 500 k (367,6 kW) při 2500 ot/min
  - vzletový, startovací výkon: 560 k (411,8 kW) při 2500 ot/min
- Vrtule: třílistá, kovová, na zemi stavitelná Letov

### Výkony s letovou hmot. 4 120 kg
- Cestovní rychlost: 330 km/h
- Max. rychlost ve výšce 2 500 m: 380 km/h
- Max. rychlost ve výšce 0 m: 335 km/h
- Min. rychlost bez klapek: 125 km/h
- Přistávací rychlost s klap.: 105 km/h
- Dolet: 900 km s 542 kg paliva, 1200 km s 746 kg paliva
- Vytrvalost: 3 h 48 min
- Praktický dostup: 7 000 m
- Počáteční stoupavost: 6,6 m/s
- Stoupavost ve výšce 1 500 m: 8 m/s
- Výstup na 3 000 m: 7,5 min
- Dostup na jeden motor: 3 100 m
- Délka rozjezdu: 310 m
- Délka dojezdu: 300 m

### Výzbroj
- 1× pevný kulomet vz. 30 ráže 7,92 mm, 300 nábojů
- 1× pohyblivý kulomet vz. 30 ráže 7,92 mm, 540 nábojů
- 500 kg bomb (1× 200 kg, 6× 50 kg)[14]